# Chloropoea gottbergi
Chloropoea gottbergi är en fjärilsart som beskrevs av Herman Dewitz 1884. Chloropoea gottbergi ingår i släktet Chloropoea och familjen praktfjärilar. Inga underarter finns listade i Catalogue of Life.